# 深山祐助
深山 祐助（みやま ゆうすけ、1945年（昭和20年）7月29日 - ）は、日本の実業家。不動産会社の大手「株式会社レオパレス21」創業者。親族の創業した同業「株式会社MDI」で代表取締役会長を務めていた。レオパレス21前代表取締役社長の深山英世は、深山祐助の甥である。

## 略歴
長崎県壱岐市出身。1968年（昭和43年）拓殖大学商学部貿易学科を卒業。1973年（昭和48年）「株式会社ミヤマ」を設立。首都圏で不動産仲介業を行っていたが、1985年、敷金無料型賃貸マンションの「レオパレス21」事業を開始。バブル景気の1989年（平成元年）に社名を「株式会社エム・ディー・アイ（MDI）」に変更（Miyama Development Internationalの略）した。2000年（平成12年）再び社名を変更、賃貸マンションブランドと同じ「レオパレス21」にした。
2006年5月、レオパレス21社が入居者から徴収した手数料を売上げに計上せず過少計上し、この別管理の銀行口座から、創業者社長である深山祐助自身と、知人の企業に計47億円を貸付けていたことが発覚。深山は6月1日、私的流用の責任を取り辞任した。後任の社長に、拓殖大学の後輩である副社長の大場富夫が就任した
その後、深山祐助は「75歳になる（東京五輪開催の）2020年までは、自分のすべてを賭けて指揮を執る」ことを目指し、親族と2008年創業した不動産会社「株式会社MDI」（レオパレス21の前身と同じ社名）の代表取締役会長を務めている。（現在は代表取締役会長職を辞任し、顧問に就任している。）
なお、深山は代表取締役会長を務めるMDI名義で2011年10月13日、母校の拓殖大学に多額の寄付を行い、2012年にも個人名で拓殖大学に多額の寄付を行っている